# Typhlodromus neorhenanus
Typhlodromus neorhenanus är en spindeldjursart som beskrevs av Gupta 1977. Typhlodromus neorhenanus ingår i släktet Typhlodromus och familjen Phytoseiidae. Inga underarter finns listade i Catalogue of Life.